# Memecylon floridum
Espèce
Statut de conservation UICN

 VU B1+2c : Vulnérable
Memecylon floridum est une espèce de plantes à fleurs du genre Memecylon de la famille des Melastomataceae.  Elle est trouvée en Malaisie péninsulaire et à Singapour. Elle est ménacée du fait de la disparition de son habitat.